# Jorgelina Guanini
Jorgelina Guanini (Necochea, 31 de mayo de 1992) es una boxeadora profesional argentina que ostenta el título de peso supermosca de la Federación Internacional de Boxeo desde 2018.

## Carrera profesional
Guanini hizo su debut profesional el 19 de septiembre de 2015, luchando por un empate dividido (SD) contra Lilian Dolores Silva en el Club Rivadavia de Necochea, Argentina. Un juez anotó la pelea 39-37 a favor de Guanini, el segundo anotó 39.5-37.5 para Silva mientras que el tercero anotó un empate en 39-39.
Después de un récord de 7-0-1, Guanini se enfrentó a Davinia Pérez (5-0) por el título vacante de peso súpergallo femenino del CMB Plata. El combate tuvo lugar el 7 de octubre de 2017 en la Gallera del López Socas en Las Palmas, España. Guanini sufrió la primera derrota de su carrera por decisión dividida. Dos jueces anotaron la pelea 98–92 y 96–95 a favor de Pérez mientras que el tercero anotó 98–92 para Guanini. Se recuperó de la derrota con una victoria por decisión mayoritaria de diez asaltos sobre Julieta Cardozo (11-2) para capturar el título de peso gallo sudamericano el 2 de marzo de 2018 en el Club Deportivo Luján en San Salvador de Jujuy, Argentina. Dos jueces anotaron la pelea a favor de Guanini con 96–95 y 98–97.5, mientras que el tercero anotó un empate con 96–96.
Seis meses después, el 14 de septiembre, se enfrentó a la invicta campeona de peso gallo junior femenino de la FIB, Debora Dionicius (28-0) en el Club Ferro Carril en Concordia, Argentina. Guanini capturó el título por SD para convertirse en campeona mundial en su undécima pelea profesional, con dos jueces anotando el combate 96-94 a su favor mientras que el tercero anotó 96-94 para Dionicius.

## Registro de boxeo profesional
| 12 pelas     | 9 victorias | 1 derrotas |
| ------------ | ----------- | ---------- |
| Por Knockout | 1           | 0          |
| Por decisión | 8           | 1          |
| Empates      | 2           | 2          |

| No. | Resultados | Récord | Adversaria           | Tipo | Tiempo | Fecha       | Ubicación                                                   |
| --- | ---------- | ------ | -------------------- | ---- | ------ | ----------- | ----------------------------------------------------------- |
| 12  | Empate     | 9–1–2  | Micaela Luján        | MD   | 10     | 15 Jun 2019 | Estadio F.A.B., Buenos Aires, Argentina                     |
| 11  | Victoria   | 9–1–1  | Débora Dionicius     | SD   | 10     | 14 Sep 2018 | Club Ferro Carril, Concordia, Entre Ríos, Argentina         |
| 10  | Victoria   | 8–1–1  | Julieta Cardozo      | MD   | 10     | 2 Mar 2018  | Club Deportivo Luján, San Salvador de Jujuy, Argentina      |
| 9   | Derrota    | 7–1–1  | Davinia Pérez        | SD   | 10     | 7 Oct 2017  | Gallera López del Socas, Las Palmas, España                 |
| 8   | Victoria   | 7–0–1  | Makarena Gallastegui | UD   | 6      | 21 Apr 2017 | Toro Club, Coronel Moldes, Argentina                        |
| 7   | Victoria   | 6–0–1  | Verónica Tesure      | UD   | 6      | 18 Feb 2017 | Club Rivadavia, Necochea, Argentina                         |
| 6   | Victoria   | 5–0–1  | María Sánchez        | UD   | 4      | 5 Nov 2016  | Club Unión y Progreso, Tandil, Argentina                    |
| 5   | Victoria   | 4–0–1  | Lilian Silva         | MD   | 4      | 10 Sep 2016 | Club Social y Deportivo Nahuel, Florencio Varela, Argentina |
| 4   | Victoria   | 3–0–1  | Valeria Almirón      | UD   | 4      | 9 Apr 2016  | Club Rivadavia, Necochea, Argentina                         |
| 3   | Victoria   | 2–0–1  | Alicia Machaca       | TKO  | 4 (4)  | 12 Mar 2016 | Estadio F.A.B., Buenos Aires, Argentina                     |
| 2   | Victoria   | 1–0–1  | Noemí Pared          | MD   | 4      | 23 Jan 2016 | Asociación de Fomento, San Bernardo del Tuyú, Argentina     |
| 1   | Empate     | 0–0–1  | Lilian Silva         | SD   | 4      | 19 Sep 2015 | Club Rivadavia, Necochea, Argentina                         |